# (3803) Tuchkova
(3803) Tuchkova es un asteroide perteneciente al cinturón de asteroides, descubierto el 2 de octubre de 1981 por la astrónoma ucraniana Liudmila Zhuravliova desde el Observatorio Astrofísico de Crimea (República de Crimea).

## Designación y nombre
Designado provisionalmente como 1981 TP1. Fue nombrado Tuchkova en honor a Marguerite Mihajlovna Tuĉkova, esposa del comandante Aleksandr Aleksandroviĉ Tuĉkov.